# مورولو
مورولو (به ایتالیایی: Morolo) یک کومونه در ایتالیا است که در استان فروزینونه واقع شده‌است.

## خصوصیات
مورولو ۲۶٫۵ کیلومترمربع مساحت و ۳٬۲۹۹ نفر جمعیت دارد و ۳۹۷ متر بالاتر از سطح دریا واقع شده‌است.

## خواهرخوانده
شهر Hosszúhetény خواهرخواندهٔ مورولو هست.